# Alloggi per dipendenti governativi di via XX Settembre
Il complesso di alloggi per dipendenti governativi di via XX Settembre 88-92 si trova a Firenze ed è un interessante esempio di architettura dell'epoca fascista.

## Storia
L'edificio sorge nella zona di piazza della Vittoria, interessata da una delle maggiori espansioni degli anni '30.
Il blocco di alloggi di via XX Settembre fu realizzato per iniziativa dell'Istituto nazionale per le case degli impiegati statali (INCIS) ed entrò a far parte del patrimonio immobiliare dell'Istituto autonomo case popolari (IACP) di Firenze dopo la soppressione di questo ente.
Non appena abitabili, gli appartamenti del complesso furono ceduti in proprietà. L'opera, a differenza dei contemporanei interventi di edilizia residenziale pubblica, non fu oggetto di particolare attenzione da parte della stampa quotidiana locale; solo su "La Nazione" del 14 settembre 1929 venne data notizia dell'ultimazione dei lavori di costruzione.

## Architettura
Il blocco presenta il fronte principale su via XX Settembre che costeggia la riva destra del torrente Mugnone.
I caratteri tipologici e formali adottati nella costruzione, rimandando a modelli stilistici di gusto ottocentesco, rendono l'edificio particolarmente compatibile al contesto urbano nel quale si inserisce, caratterizzato da un tessuto edilizio di palazzine eclettiche di inizio secolo.
Il complesso è costituito da un blocco con impianto planimetrico a "U", articolato in volumi di quattro e cinque piani. I 31 appartamenti sono serviti da tre vani scala ai quali si accede dal cortile adibito a deposito condominiale. L'ingresso comune su strada è segnato da tre ampie arcate sorrette da pilastri con basi e capitelli in pietra serena e chiuso da una cancellata in ferro battuto decorato. Da qui si accede a un atrio coperto con volte a crociera che accoglie a destra e a sinistra gli ambienti della portineria costituendo una zona di filtro fra la strada e il cortile retrostante.
Sulle superfici intonacate dell'edificio risaltano gli elementi in pietra serena e laterizio dei balconcini coperti che caratterizzano la facciata asimmetrica. Le linee di gronda, le cornici delle aperture, le linee di marca davanzale costituiscono un ulteriore motivo decorativo delle facciate. Inoltre, gli affreschi delle lunette di alcune finestre, dei costoloni delle volte a crociera e dell'intradosso del balconcino posto sul prospetto principale su strada contribuiscono all'arricchimento cromatico dell'insieme.

## Altre immagini

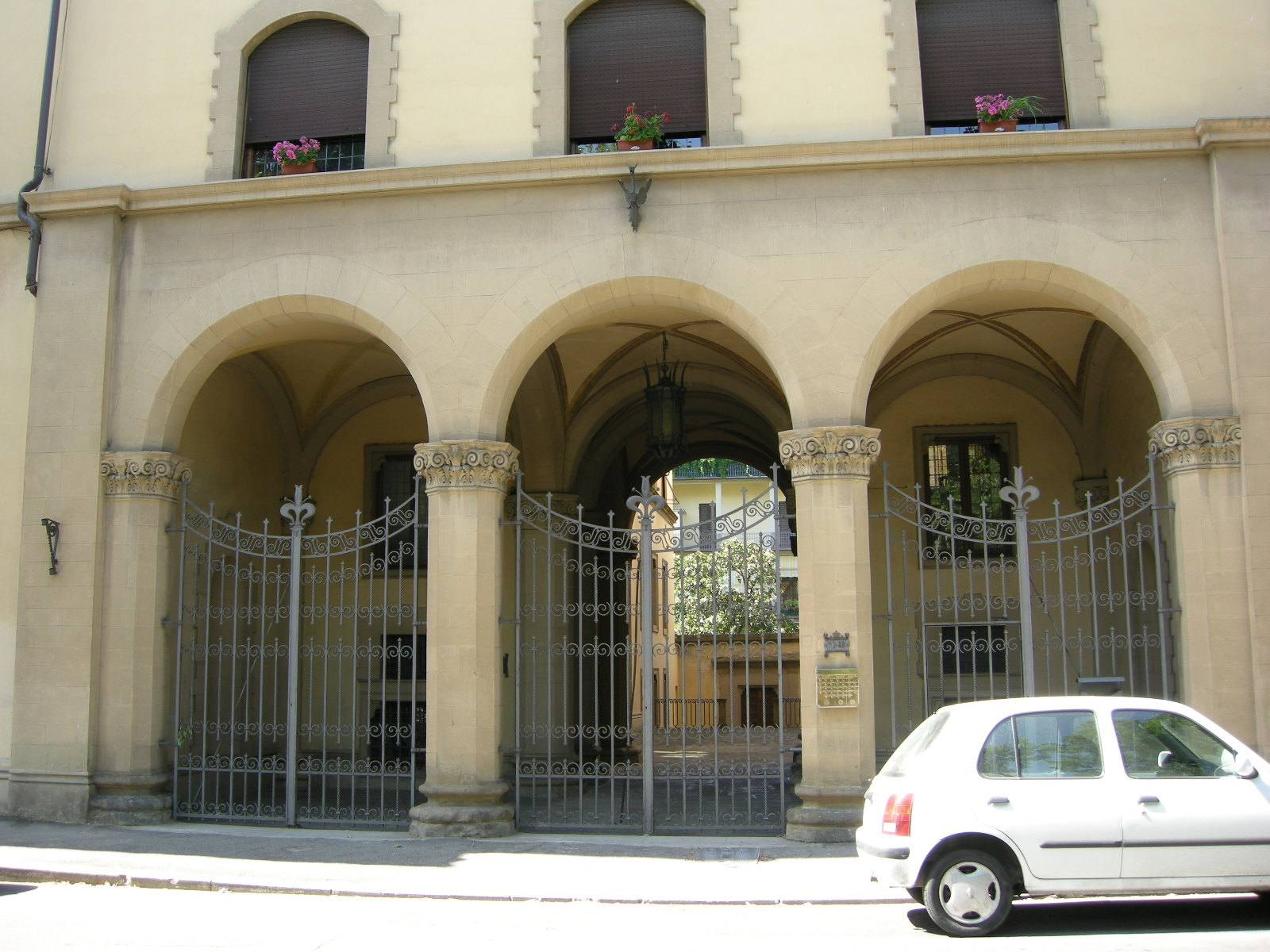
Portico di ingresso
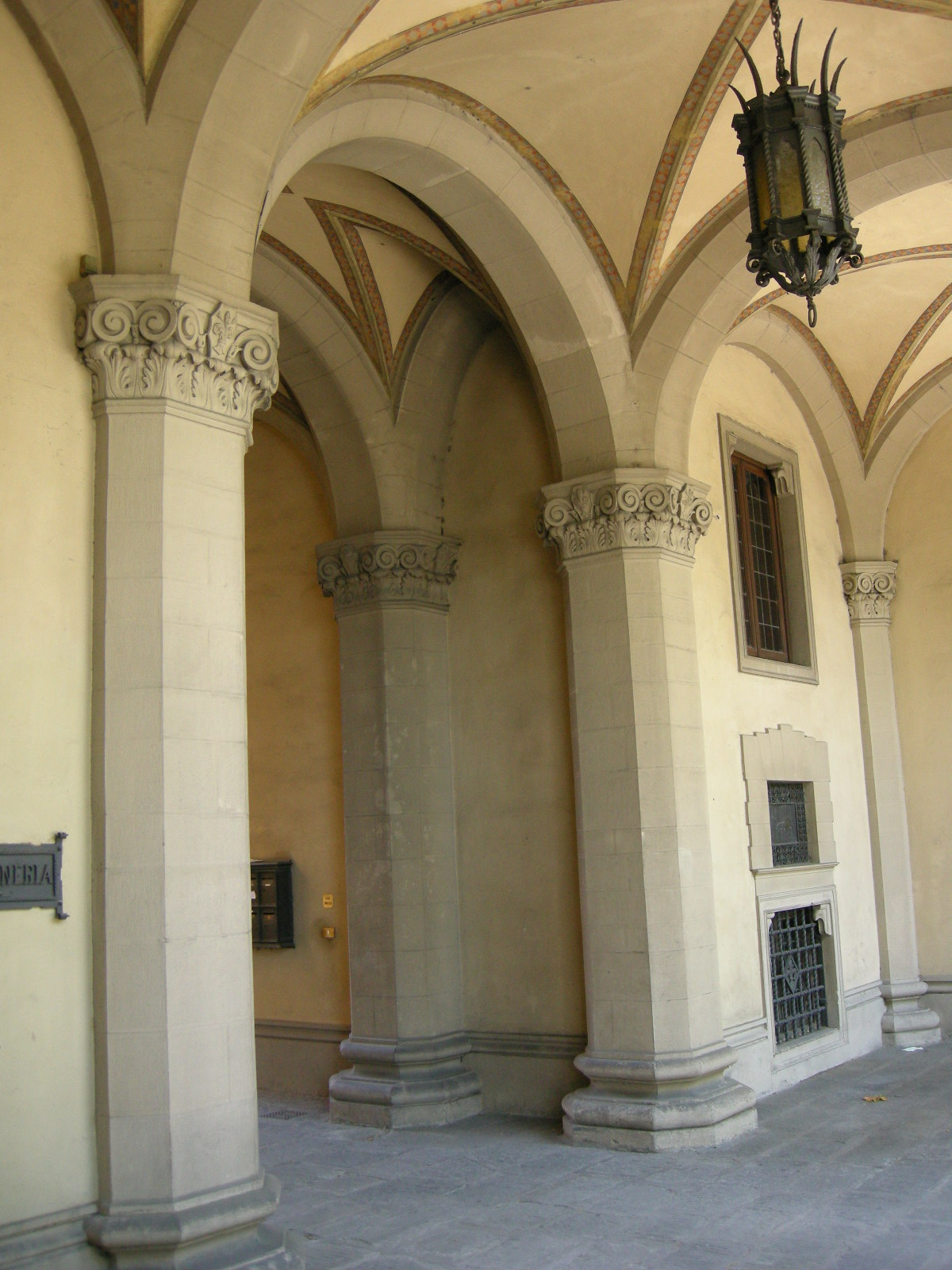
Atrio
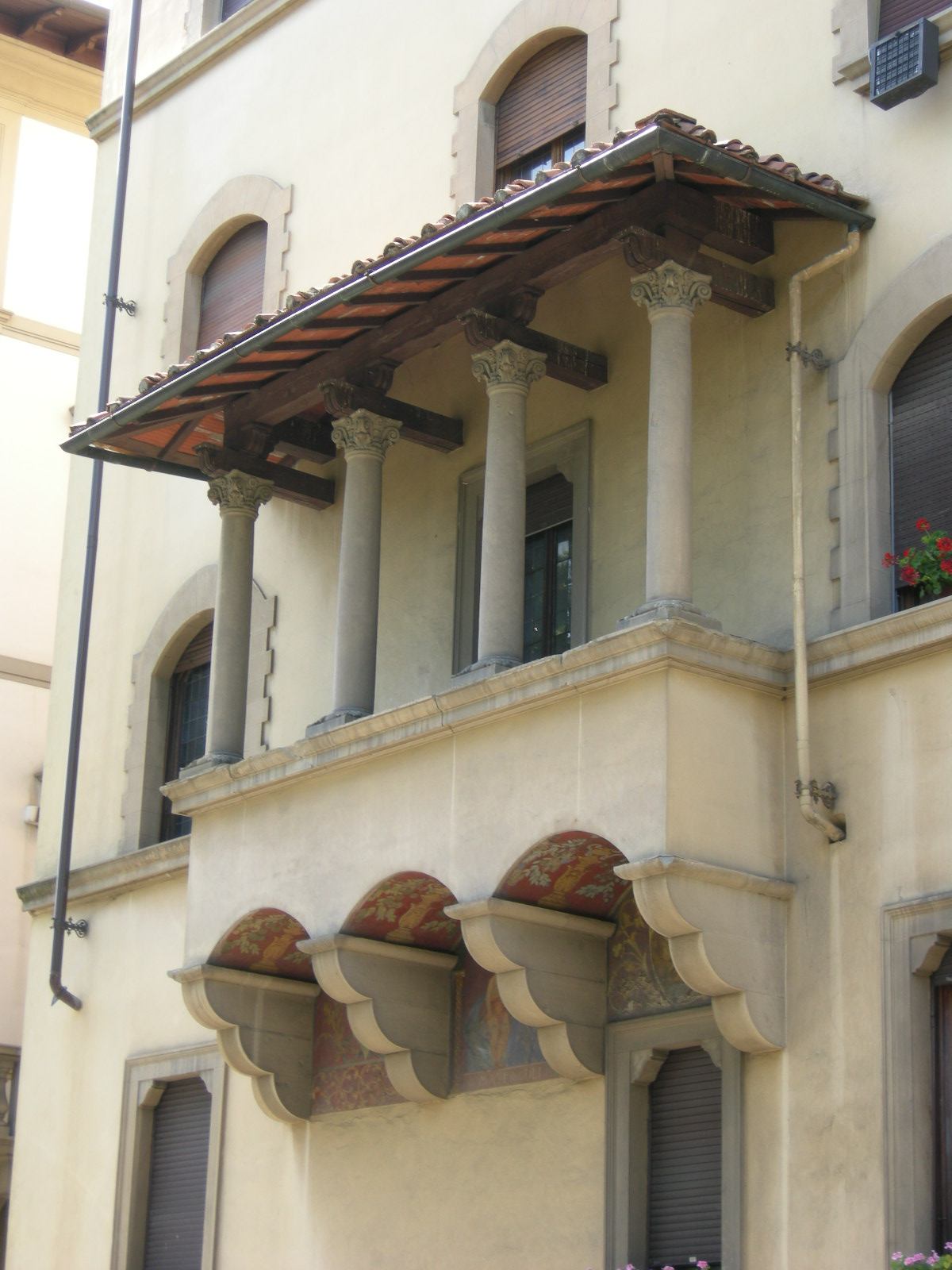
Terrazza